# Transformers: The Ride
Transformers: The Ride est un parcours scénique 3D situé à Universal Studios Singapore et Universal Studios Hollywood et depuis le 20 juin 2013 à Universal Studios Florida . Il est basé sur la franchise des films du même nom et emploie la 3D haute définition.

## Création de l'attraction
La création de l'attraction pour les parcs de Singapour et Hollywood a été amorcée en 2007 mais il a fallu attendre octobre 2008 pour avoir l'annonce officielle de Universal Parks & Resorts.
Michael Bay, le réalisateur du film Transformers, a collaboré avec Universal Creative et Industrial Light & Magic pour son élaboration. Thierry Coup, d'Universal Creative, a été le directeur de projet. Il a auparavant travaillé sur d'autres grands projets pour les parcs Universal comme Harry Potter and the Forbidden Journey, The Amazing Adventures of Spider-Man, Shrek 4-D, Revenge of the Mummy et King Kong: 360 3-D.

### Universal Studios Singapore
La construction de la version d'Universal Studios Singapore a débuté en 2009, en même temps que la construction du parc. Elle se trouve dans la zone Science-fiction du parc (Sci Fi City). L'attraction en rodage a été ouverte au public en "soft-opening" à partir du 2 décembre 2011. L'inauguration a eu lieu le 2 décembre 2011 en présence du réalisateur Michael Bay et du PDG d'Universal Parks & Resort, Tom Williams,. L'attraction a été officiellement ouverte au public le lendemain, le 3 décembre 2011.

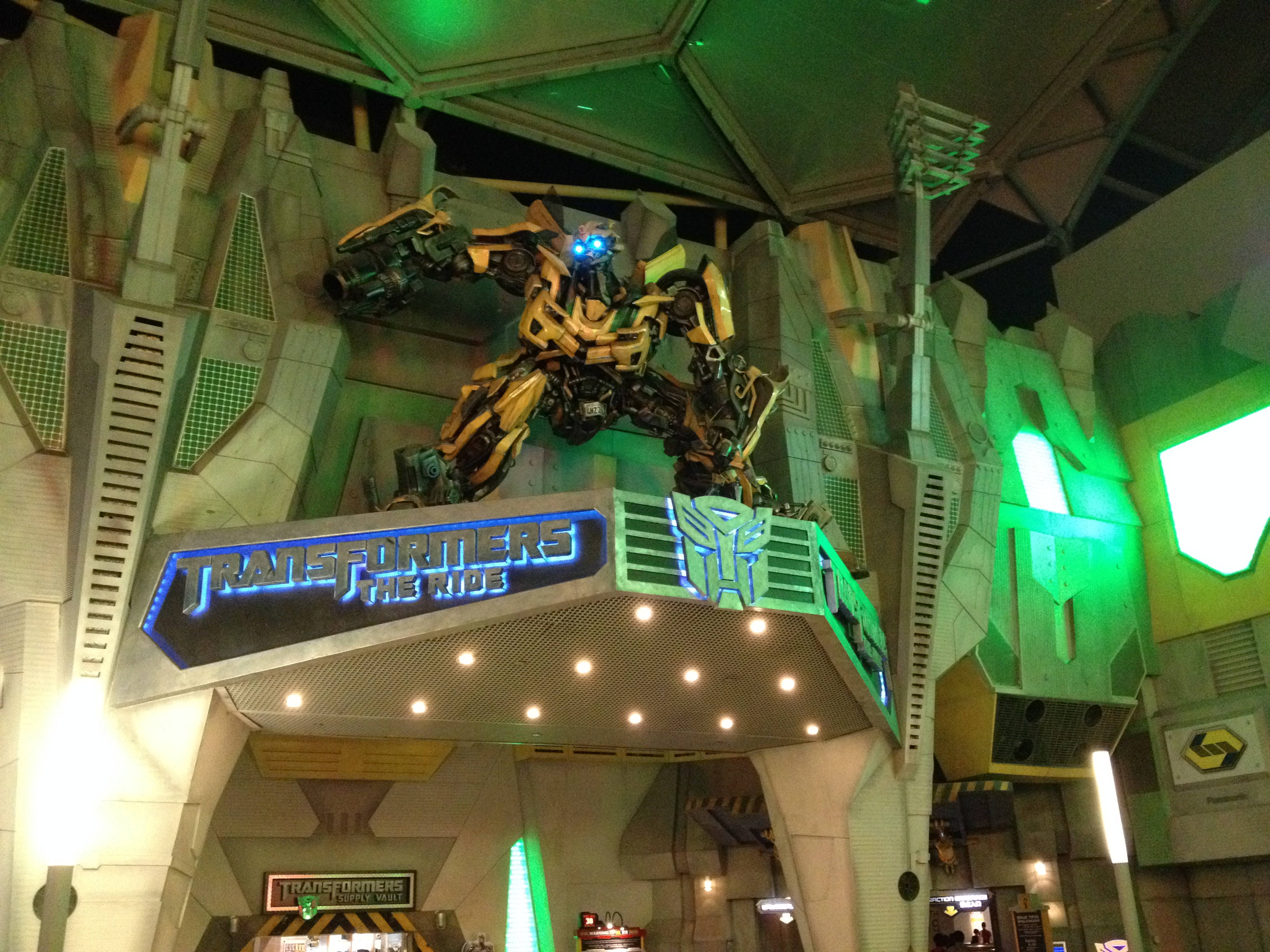
Entrée de l'attraction
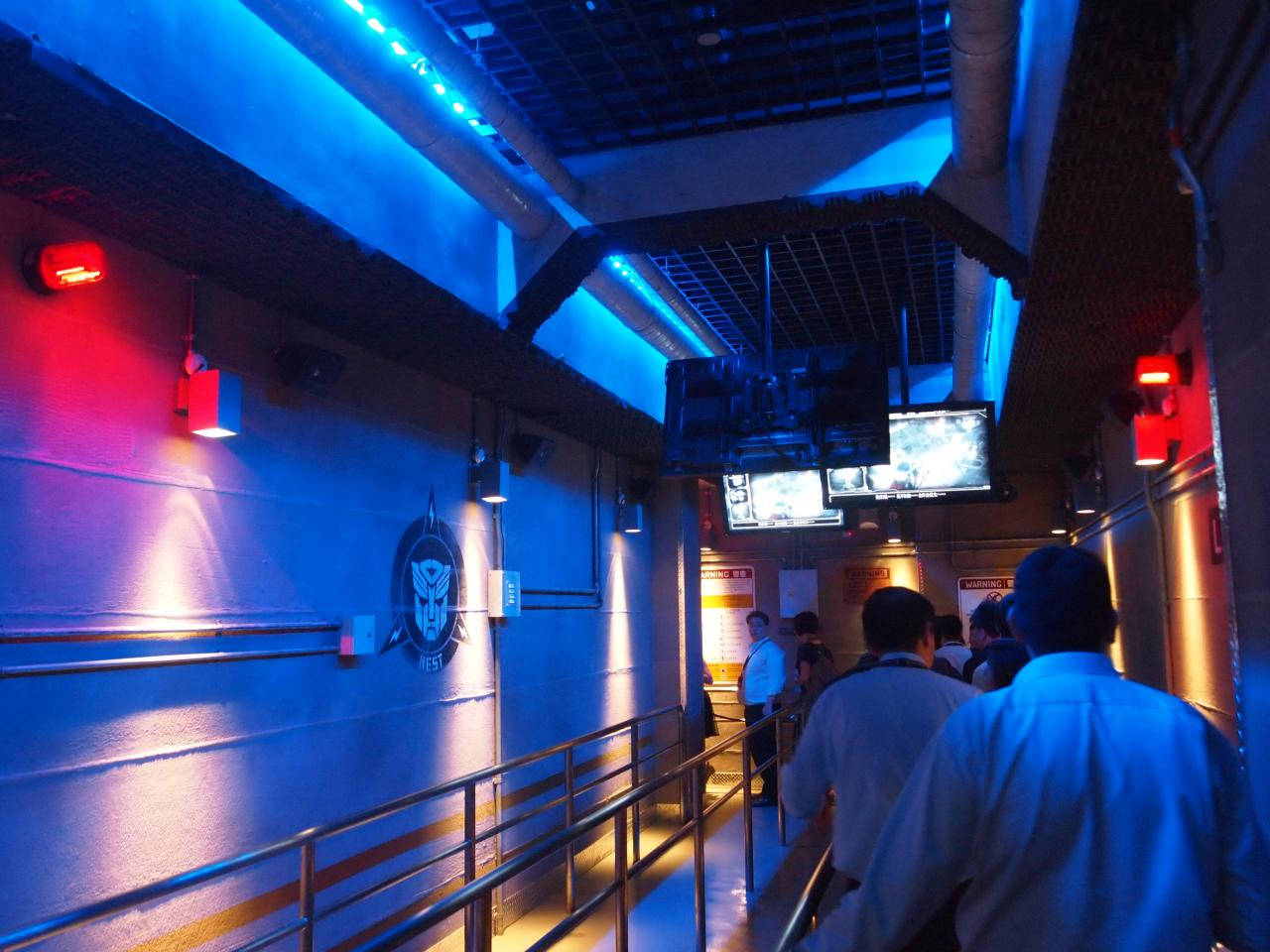
File d'attente

### Universal Studios Hollywood
À Universal Studios Hollywood, l'ajout de Transformers: The Ride a nécessité la suppression de deux autres attractions, Backdraft et Special Effects Stage, qui ont fermé le 11 avril 2010. Special Effects Stage a été transféré dans la zone Upper Lot du parc et a rouvert le 26 juin 2010. Les travaux de Transformers:The Ride se sont alors enchaînés jusqu'aux premiers "soft-opening", qui ont eu lieu fin avril 2012. Transformers: The Ride a été inauguré le 24 mai 2012.

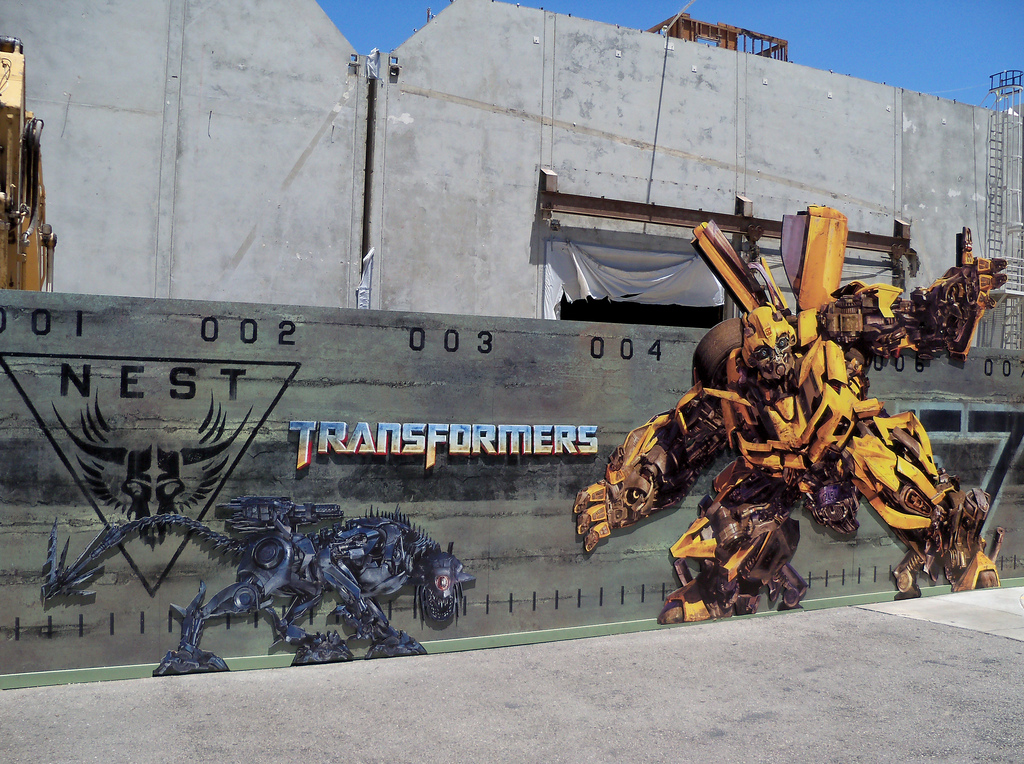
L'attraction en cours de construction
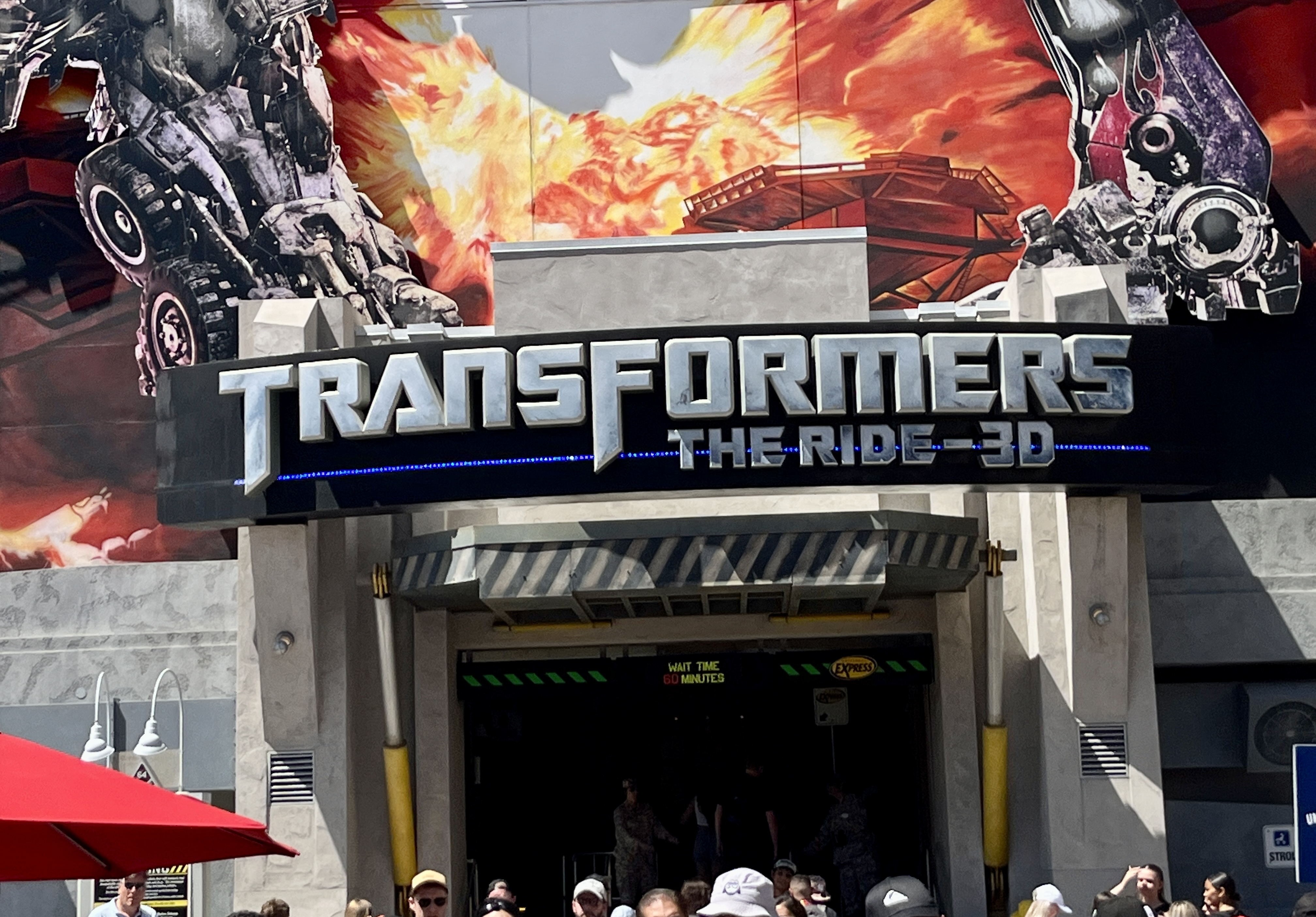
Entrée de l'attraction

### Universal Studios Florida
La construction de Transformers: The Ride à Universal Studios Florida a débuté en juin 2012. Bien avant son annonce, la destruction du bâtiment Soundstage 44, abritant Hercules and Xena: Wizards of the Screen et Murder, She Wrote Mystery Theatre avait déjà été entamée, L'attraction a ouvert ses portes le 20 juin 2013.

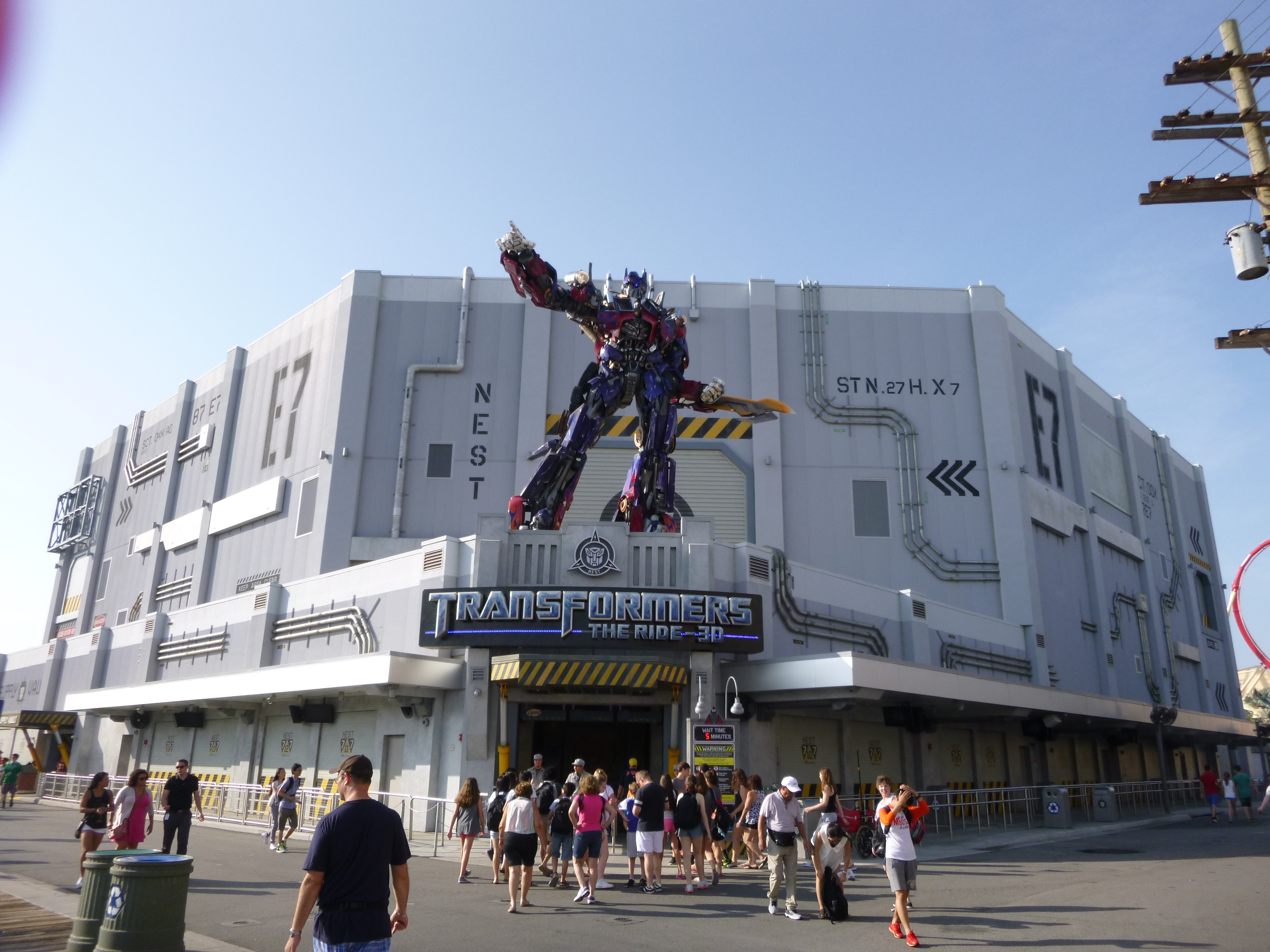
L'attraction à Universal Studios Florida.
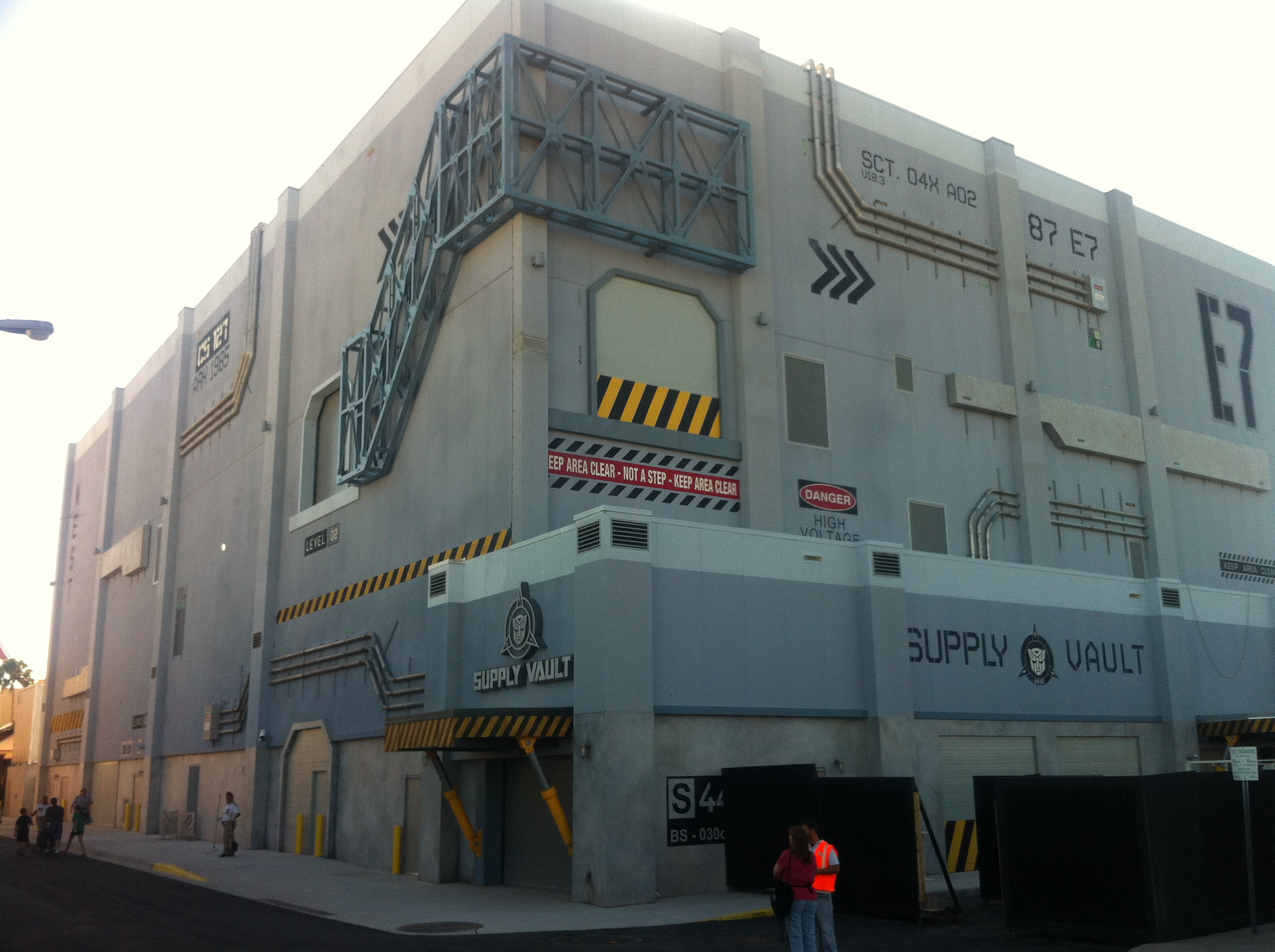
Bâtiment de l'attraction

## Concept et opération

### File d'attente et pré-show

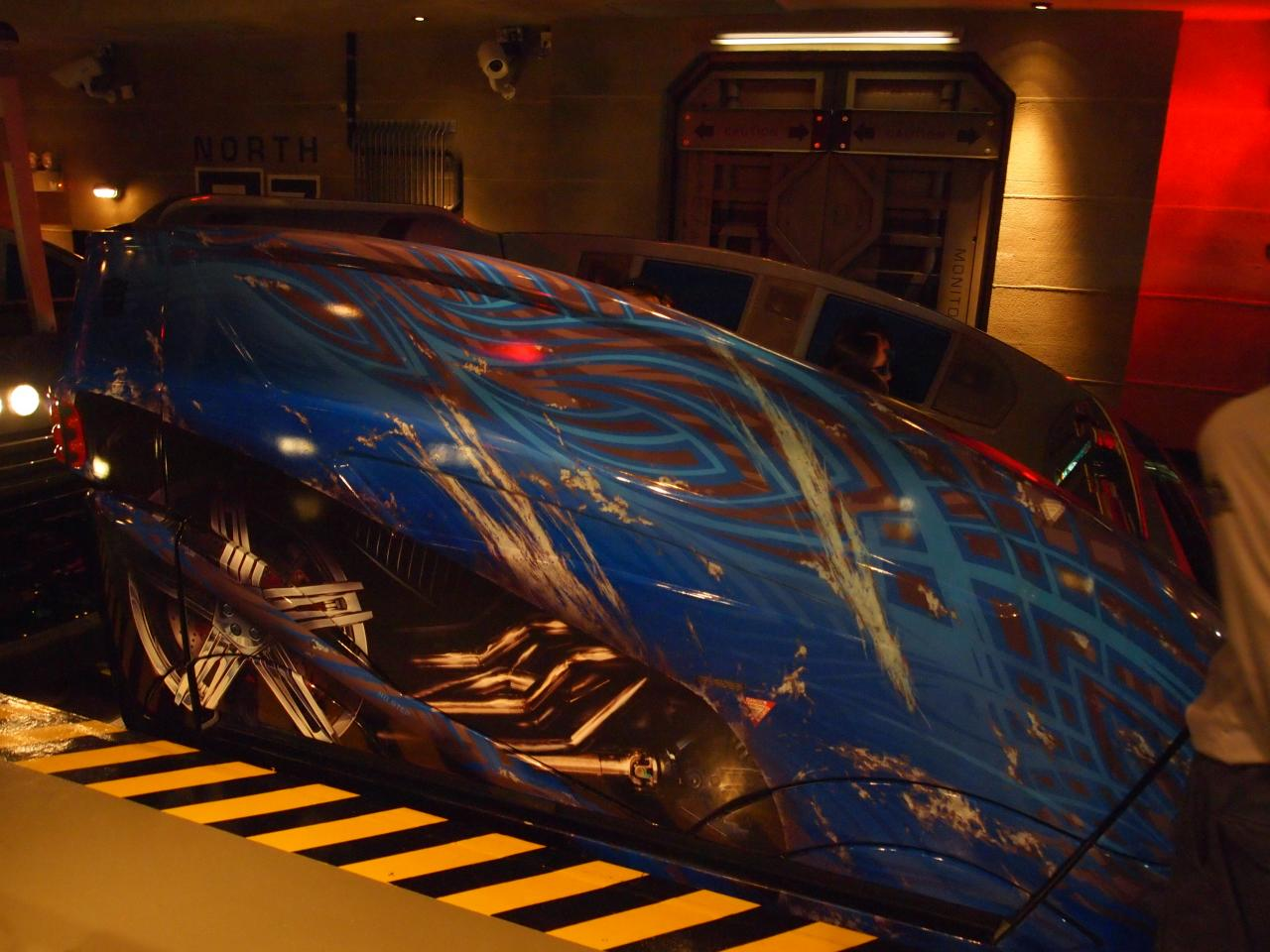
EVAC, un véhicule de l'attraction.

Les visiteurs entrent dans la file d'attente qui ressemble à la base du NEST (Nonbiological Extraterrestrial Species Treaty). Plusieurs écrans présentent la mission qui attend les nouvelles recrues. Ils doivent aider les Autobots à protéger l'AllSpark. Les visiteurs sont munis de lunettes 3D et embarqués dans des wagons de 12 places nommés EVAC, un type d'Autobots conçu pour transporter les humains. L'artefact est en danger et les visiteurs passent directement au vif du sujet en entrant dans la bataille contre les Decepticons.

### Les véhicules
Chaque véhicule est monté sur une plate-forme qui permet aux sièges d'effectuer des mouvements comme dans un simulateur. Le véhicule est capable de se déplacer à 360 degrés permettant un parcours varié.

### Le tour
L'EVAC commence par quitter la station de chargement. Il se rapproche de la première scène composée d'un immense écran incrusté dans le décor. Les visiteurs y découvrent Ravage saisissant le récipient contenant l'AllSpark. L'EVAC tourne à 180° pour faire face à un deuxième écran où Bumblebee se bat avec Sideways pour l'AllSpark, qui finit en possession de l'EVAC.
Le véhicule monte sans que les visiteurs s'en aperçoivent dans un premier ascenseur, qui le conduit au deuxième étage du bâtiment. Sur les écrans, Optimus Prime se bat avec Mégatron qui saisit l'EVAC. Le véhicule réussit finalement à s'échapper et s'enfuit dans une voie sans issue. Il se retourne et découvre sur un autre écran Mégatron tirant sur lui avec un missile. L'explosion provoque de la fumée et créer une ouverture permettant à l'EVAC de s'enfuir. Les visiteurs découvrent alors Devastator. Ratchet et Ironhide interviennent pendant que l'EVAC parvient à s'échapper à nouveau. Devastator réapparaît aux côtés de Starscream. Ce dernier saisit l'EVAC et le jette à travers plusieurs pâtés de maisons avant de s'immobiliser dans un chantier de construction. Optimus Prime et Mégatron continuent leur combat alors que Starscream apparaît pour la deuxième fois. Il est chassé par deux hélicoptères NEST. L'EVAC revient ensuite au premier niveau par un deuxième ascenseur. Bumblebee sauve l'EVAC de la destruction avant qu'Optimus Prime félicite les passagers pour leur mission.